# Prepona draudti
Prepona draudti är en fjärilsart som beskrevs av Le Moult 1932. Prepona draudti ingår i släktet Prepona och familjen praktfjärilar. Inga underarter finns listade i Catalogue of Life.